# Heussé
Heussé är en kommun i departementet Manche i regionen Normandie i norra Frankrike. Kommunen ligger i kantonen Le Teilleul som tillhör arrondissementet Avranches. År 2018 hade Heussé 213 invånare.

## Befolkningsutveckling
Antalet invånare i kommunen Heussé
| Referens: INSEE |